# Венцислав Мицов
Венцислав Емилов Мицов, популярен като Венци Мицов, е български музикант и политик. От 1993 до 2004 година е клавирист на група „Хиподил“, а от 2006 до 2012 – на групата „Светльо & The Legends“.
От октомври 2015 година е общински съветник в Столичния общински съвет, като представител на партия Глас народен и на „Политическа група 5“; заместник-председател на постоянната комисия за връзки с гражданското общество, предотвратяване и установяване на конфликт на интереси и член на постоянната комисия по образование, култура, наука и културно многообразие.
През 2018 година е сред учени и дейци на културата, поканени да подкрепят призива на президента Румен Радев за национално единение; Мицов отказва, като публикува в отворено писмо своите мотиви.
Мицов е известен също с критиките си към някои политики на организацията на автори и музикални издатели в България за управление на авторските права Музикаутор, в частност отнасящи се до придобиването на право на глас в общото събрание на организацията.
От началото на 2018 Мицов е докторант в ЮЗУ „Неофит Рилски“ – Благоевград, Катедра „Музика“ с научен ръководител проф. д-р Иванка Влаева. Той пише дисертация, посветена на контракултурните музикални публики в България.
През 2019 година Венцислав Мицов претърпява неуспех като кандидат за общински съветник и напуска политиката. От месец ноември 2019 той е редактор в сайта Offnews.bg и хоноруван преподавател в ЮЗУ „Неофит Рилски“.
През месец март 2020 Мицов създава комедийния канал „Човекът с йоничката“ в Youtube, където прави политическа сатира.
През 2021 г. защитава успешно дисертационен труд на тема „Контракултурните музикални публики в България през 80-те и 90-те години на XX век: създаване и характеристики“ и получава образователната и научна степен „доктор“ в Професионално направление 8.3. Музикално и танцово изкуство.
От същата година заема академичната длъжност „асистент“ в катедра „Музика“ на Факултета по изкуствата към Югозападния университет "Неофит Рилски".